# Adrienne Corri
Adrienne Corri (Glasgow, 13 november 1931 – Edinburgh, 13 maart 2016) was een Brits actrice.

## Biografie
Corri werd geboren als dochter van een Italiaanse vader en een Britse moeder. Ze begon haar filmcarrière in 1949. In 1951 speelde ze in The River. Ze had kleine rollen in Doctor Zhivago (1965) en A Clockwork Orange (1971).
Ze overleed in 2016 op 85-jarige leeftijd.

## Filmografie (selectie)
- 1951 · The River
- 1959 · The Rough and the Smooth
- 1960 · Bunny Lake Is Missing
- 1969 · Moon Zero Two
- 1971 · A Clockwork Orange
- 1975 · Rosebud